# Wielki Porsk
Wielki Porsk (ukr. Великий Порськ) – wieś na Ukrainie w rejonie kowelskim obwodu wołyńskiego.